# فیل هاروی

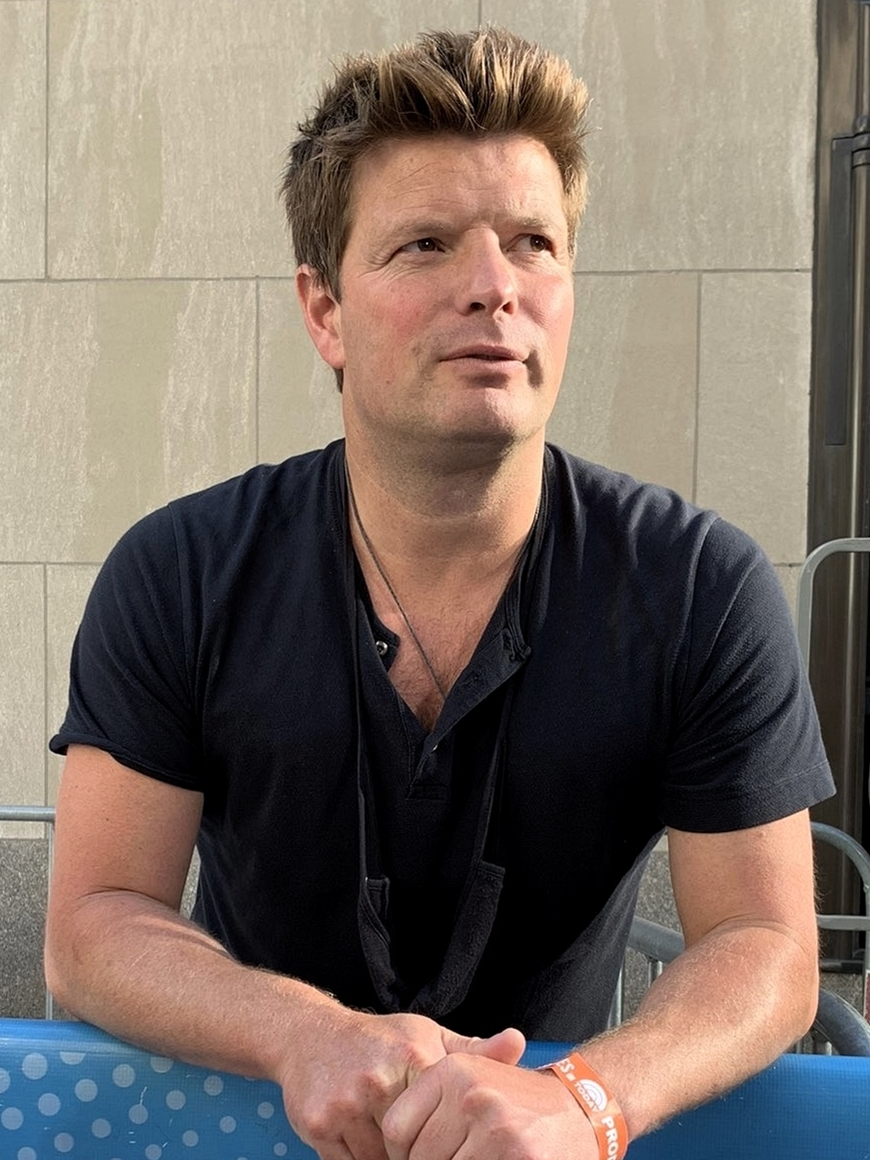
فیل هاروی، مدیر برنامهٔ اسبق گروه کلدپلی - ۲۰۲۱

فیلیپ کریستوفر هموند هاروی (متولد ۲۹ اوت ۱۹۷۶) مدیر اجرایی و مدیر برنامه اسبق گروه راک انگلیسی کلدپلی می‌باشد.